# Hugli (distrikt)
Hugli (alternativt Hooghly) är ett distrikt i den indiska delstaten Västbengalen. Den täcker en yta av 3 149,00 km² och har 5 041 976 invånare (2001) vilket gör en befolkningstäthet på 1 601 invånare/km². Administrativ huvudort är Hugli-Chinsurah. Andra större städer är Baidyabati, Bansberia, Bhadreswar, Champdani, Chandannagar, Rishra, Serampore och Uttarpara-Kotrung.